# Okonek
Okonek is een stad in het Poolse woiwodschap Groot-Polen, gelegen in de powiat Złotowski. De oppervlakte bedraagt 6,01 km², het inwonertal 3833 (2005). Het stadje was tot in de Tweede Wereldoorlog onderdeel van Duitsland. De Duitse bevolking vluchtte in februari 1945 en keerde niet meer terug. Polen die door de Sovjet bezetting uit oostelijke gebieden waren verdreven vonden er hun nieuwe thuis. In de buurt van het stadje zijn een aantal meertjes waarin zomers gezwommen kan worden. In de winter kan er geschaatst worden als er niet te veel sneeuw ligt. Verder zijn er mooie, uitgestrekte bossen die uitnodigen tot lange wandelingen en een zoektocht naar paddenstoelen zoals eekhoorntjesbrood.

## Verkeer en vervoer
- Station Okonek